# Grafton (Ohio)
Pour les articles homonymes, voir Grafton.
Grafton est un village du comté de Lorain dans l'État de l'Ohio, au nord des États-Unis d’Amérique. La commune compte 2 302 habitants en l’an 2000. 